# Monteirópolis
Monteirópolis este un oraș în statul Alagoas (AL) din Brazilia, cu o arie de aproximativ 86 km². În anul 2005 avea o populație de circa 7929 de persoane.